# Stanton (Californie)
Pour les articles homonymes, voir Stanton.
Stanton est une ville du comté d'Orange en Californie, aux États-Unis.

## Démographie
| 2000   | 2010   | - | - | - | - |
| ------ | ------ | - | - | - | - |
| 37 516 | 38 186 | - | - | - | - |